# Aldegunda
Svatá Aldegunda (latinsky Aldegundis či Adelgundis)  (639? Guînes – 684 Maubeuge) byla franská benediktinská abatyše, která je římskokatolickou církví ve Francii a východní pravoslavnou církví uctívaná jako svatá.
Aldegunda byla blízce spřízněna s merovejskou královskou rodinou. Jejím otcem byl Waldebert, hrabě z Guînes a matkou Bertilla de Mareuil. Aldegunda před sňatkem raději zvolila život řeholnice v klášteře. Poté, co údajně prošla vodami Sambre, postavila na jeho břehu v Maubeuge malou nemocnici, na jejímž místě později vyrostl klášter Maubeuge, který se stal slavným opatstvím benediktinek.
Odvážně nesla rakovinu prsu, které nakonec podlehla. Katolický liturgický svátek svaté Aldegundy se slaví 30. ledna. Měla být sestrou svaté Waltrudy, jejíž dcery Aldetruda a poté Madelberta se staly nastupkyněmi Aldegundy.
Dochovalo se několik jejich životopisů, ale žádný není od jejích současníků. Několik z nich, včetně Hucbaldovy biografie z 10. století, je vytištěno bollandisty (Acta sanctorum 1034–1035).